# Социјалдемократски савез (Србија)
Не треба мешати са Социјалдемократска партија (Србија).
Не треба мешати са Социјалдемократска партија Србије.
Социјалдемократски савез је бивша политичка странка у Републици Србији, чији је председник био Небојша Лековић. Своје политичке ставове баштини на темељима Српске социјалдемократске партије, али и учењима Светозара Марковића, Димитрија Туцовића и Драгише Лапчевића.
Партија је учествовала на председничким изборима 2012. године, и њен кандидат је био проф. др Даница Грујичић.
Партија је 23.децембра 2018. године престала да постоји, јер се ујединила са Покретом Центра у Странку модерне Србије.